# 綿久リネン
綿久リネン株式会社は、かつて京都府綴喜郡井手町に本社を置き、全国的にホテルを中心としたリネンを扱っていた会社。
医薬業界のワタキューセイモア株式会社（京都府綴喜郡井手町）の子会社であったが、2022年7月1日に、ワタキューセイモア株式会社と合併した。

## 概要
病院向けのリネンサプライ事業を初め、病院施設内の清掃活動の代行、病院や老人・介護ホームの施設プロデュース、関連会社日清医療食品（日清食品とは無関係）を通した病院・介護の食事提供など、医療・福祉の総合企業として成長を遂げているワタキューセイモアを親会社とし、ホテル向けにリネンサプライ事業、清掃事業を行っている。

## 事業所

### 本社・支店(支社)
- 本社 (京都府綴喜郡井手町大字多賀小字茶臼塚12-2)

- 北海道支店 (北海道小樽市)
- 東北支店 (宮城県仙台市)
- 東京支店 (千葉県松戸市)
- 名古屋支店 (愛知県瀬戸市)
- 近畿支店 (京都府城陽市)
- 中国支店 (広島県福山市)
- 四国支店 (愛媛県西条市)
- 九州支社 (佐賀県小城市)

### 工場・その他

#### 北海道地区
- 小樽工場
- 伊達工場
- 函館工場
- 旭川工場

#### 東北地区
- 仙台工場
- 八戸工場
- 奥州工場

#### 東京地区
- 松戸工場
- 佐倉工場

#### 中部地区
- 愛知工場
- 名古屋工場
- 安原工場
- 白山工場

#### 関西地区
- 城陽工場
- 兵庫工場

#### 中国地区
- 福山工場
- 福山ホーム工場
- 米子工場
- 岩国工場

#### 四国地区
- 四国工場
- 高知工場

#### 九州地区
- 福岡工場
- 北九州工場
- 九州工場
- 唐津工場
- 大分工場
- 熊本工場
- 御船工場
- 南九州工場
- 姶良工場
- 霧島工場

## 関連会社
- ワタキューセイモア株式会社
- 日清医療食品株式会社
- 株式会社フロンティア
- 株式会社メディカル・プラネット
- 古久根建設株式会社
- 沖縄綿久寝具株式会社
- 東洋リビングサービス株式会社